# Anthracophora dalmanni
Anthracophora dalmanni är en skalbaggsart som beskrevs av Hope 1831. Anthracophora dalmanni ingår i släktet Anthracophora och familjen Cetoniidae. Inga underarter finns listade i Catalogue of Life.